# پنویل (پنسیلوانیا)
پنویل (به انگلیسی: Pennville) یک منطقهٔ مسکونی در ایالات متحده آمریکا است که در شهرستان یورک، پنسیلوانیا واقع شده‌است. پنویل ۱٫۹ کیلومتر مربع مساحت و ۱٬۹۴۷ نفر جمعیت دارد.